# Strade Bianche 2023
Strade Bianche 2023 a fost ediția a 17-a a cursei clasice de ciclism Strade Bianche, cursă de o zi. S-a desfășurat pe data de 4 martie 2023 și face parte din calendarul UCI World Tour 2023.

## Echipe participante
Întrucât Strade Bianche este un eveniment din cadrul Circuitului mondial UCI 2022, toate cele 18 echipe UCI au fost invitate automat și obligate să aibă o echipă în cursă. Șapte echipe profesioniste continentale au primit wildcard.

### Echipe UCI World
| - AG2R Citroën Team - Alpecin–Deceuninck - Arkéa-Samsic - Astana Qazaqstan Team - Bora–Hansgrohe - Cofidis - EF Education–EasyPost - Groupama–FDJ - Ineos Grenadiers - Intermarché–Circus–Wanty - Movistar Team | - Soudal Quick-Step - Team Bahrain Victorious - Team DSM - Team Jayco–AlUla - Team Jumbo–Visma - Trek-Segafredo - UAE Team Emirates |  |

### Echipe continentale profesioniste UCI
| - Green Project–Bardiani–CSF–Faizanè - Eolo–Kometa - Israel–Premier Tech - Lotto–Dstny | - Q36.5 Pro Cycling Team - Total Direct Énergie - Uno-X Pro Cycling Team |  |

## Rezultate
Rezultate oficiale
| Loc | Concurent        | Echipă                   | Timp       |
| --- | ---------------- | ------------------------ | ---------- |
| 1   | Thomas Pidcock   | Ineos Grenadiers         | 4h 31' 41" |
| 2   | Valentin Madouas | Groupama–FDJ             | +20"       |
| 3   | Tiesj Benoot     | Team Jumbo–Visma         | +22"       |
| 4   | Rui Costa        | Intermarché–Circus–Wanty | +23"       |
| 5   | Attila Valter    | Team Jumbo–Visma         | +23"       |
| 6   | Matej Mohorič    | Team Bahrain Victorious  | +34"       |
| 7   | Pello Bilbao     | Team Bahrain Victorious  | +1' 04"    |
| 8   | Romain Grégoire  | Groupama–FDJ             | +1' 18"    |
| 9   | Davide Formolo   | UAE Team Emirates        | +1' 23"    |
| 10  | Andreas Kron     | Lotto–Dstny              | +1' 35"    |